# Europaspiele 2023/Badminton – Herrendoppel
Bei den Europaspielen 2023 wurden vom 26. Juni bis zum 2. Juli 2023 in Tarnów fünf Wettbewerbe im Badminton ausgetragen. Folgend die Ergebnisse im Herrendoppel.

## Setzliste
1. Kim Astrup / Anders Skaarup Rasmussen
2. Ben Lane / Sean Vendy
3. Mark Lamsfuß / Marvin Seidel
4. Alexander Dunn / Adam Hall

## Gruppenphase

### Gruppe A
| Platz | Team                                            | Pld | W | L | MF | MA | MD | GF | GA | GD | PF  | PA  | PD  | Qualifikation |
| ----- | ----------------------------------------------- | --- | - | - | -- | -- | -- | -- | -- | -- | --- | --- | --- | ------------- |
| 1     | Kim Astrup Anders Skaarup Rasmussen             | 3   | 3 | 0 | 0  | 0  | 0  | 6  | 0  | +6 | 126 | 55  | +71 | j             |
| 2     | Ruben Jille Ties van der Lecq                   | 3   | 2 | 1 | 0  | 0  | 0  | 4  | 2  | +2 | 103 | 90  | +13 | j             |
| 3     | Torjus Flåtten Vegard Rikheim                   | 3   | 1 | 2 | 0  | 0  | 0  | 2  | 5  | −3 | 105 | 132 | −27 |               |
| 4     | Davíð Bjarni Björnsson Kristófer Darri Finnsson | 3   | 0 | 3 | 0  | 0  | 0  | 1  | 6  | −5 | 87  | 144 | −57 |               |

| Datum    |                                                 | Ergebnis |                                                 | 1. Satz | 2. Satz | 3. Satz |
| -------- | ----------------------------------------------- | -------- | ----------------------------------------------- | ------- | ------- | ------- |
| 26. Juni | Ruben Jille Ties van der Lecq                   | 2–0      | Davíð Bjarni Björnsson Kristófer Darri Finnsson | 21–7    | 21–14   |         |
| 26. Juni | Kim Astrup Anders Skaarup Rasmussen             | 2–0      | Torjus Flåtten Vegard Rikheim                   | 21–10   | 21–8    |         |
| 27. Juni | Kim Astrup Anders Skaarup Rasmussen             | 2–0      | Davíð Bjarni Björnsson Kristófer Darri Finnsson | 21–9    | 21–9    |         |
| 27. Juni | Ruben Jille Ties van der Lecq                   | 2–0      | Torjus Flåtten Vegard Rikheim                   | 21–17   | 21–10   |         |
| 28. Juni | Kim Astrup Anders Skaarup Rasmussen             | 2–0      | Ruben Jille Ties van der Lecq                   | 21–9    | 21–10   |         |
| 28. Juni | Davíð Bjarni Björnsson Kristófer Darri Finnsson | 1–2      | Torjus Flåtten Vegard Rikheim                   | 21–18   | 14–21   | 13–21   |

### Gruppe B
| Platz | Team                                    | Pld | W | L | MF | MA | MD | GF | GA | GD | PF  | PA  | PD  | Qualifikation |
| ----- | --------------------------------------- | --- | - | - | -- | -- | -- | -- | -- | -- | --- | --- | --- | ------------- |
| 1     | Ben Lane Sean Vendy                     | 3   | 3 | 0 | 0  | 0  | 0  | 6  | 0  | +6 | 126 | 74  | +52 | j             |
| 2     | Joshua Magee Paul Reynolds              | 3   | 1 | 2 | 0  | 0  | 0  | 3  | 4  | −1 | 123 | 132 | −9  | j             |
| 3     | Ade Resky Dwicahyo Azmy Qowimuramadhoni | 3   | 1 | 2 | 0  | 0  | 0  | 3  | 5  | −2 | 134 | 152 | −18 |               |
| 4     | Giovanni Greco David Salutt             | 3   | 1 | 2 | 0  | 0  | 0  | 2  | 5  | −3 | 114 | 139 | −25 |               |

| Datum    |                             | Ergebnis |                                         | 1. Satz | 2. Satz | 3. Satz |
| -------- | --------------------------- | -------- | --------------------------------------- | ------- | ------- | ------- |
| 26. Juni | Ben Lane Sean Vendy         | 2–0      | Ade Resky Dwicahyo Azmy Qowimuramadhoni | 21–8    | 21–10   |         |
| 26. Juni | Giovanni Greco David Salutt | 0–2      | Joshua Magee Paul Reynolds              | 17–21   | 12–21   |         |
| 27. Juni | Giovanni Greco David Salutt | 2–1      | Ade Resky Dwicahyo Azmy Qowimuramadhoni | 21–17   | 17–21   | 21–17   |
| 27. Juni | Ben Lane Sean Vendy         | 2–0      | Joshua Magee Paul Reynolds              | 21–15   | 21–15   |         |
| 28. Juni | Joshua Magee Paul Reynolds  | 1–2      | Ade Resky Dwicahyo Azmy Qowimuramadhoni | 21–19   | 14–21   | 16–21   |
| 28. Juni | Ben Lane Sean Vendy         | 2–0      | Giovanni Greco David Salutt             | 21–10   | 21–16   |         |

### Gruppe C
| Platz | Team                              | Pld | W | L | MF | MA | MD | GF | GA | GD | PF  | PA  | PD  | Qualifikation |
| ----- | --------------------------------- | --- | - | - | -- | -- | -- | -- | -- | -- | --- | --- | --- | ------------- |
| 1     | Mark Lamsfuß Marvin Seidel        | 3   | 3 | 0 | 0  | 0  | 0  | 6  | 1  | +5 | 144 | 96  | +48 | j             |
| 2     | Joel Hansson Melker Bexell        | 3   | 2 | 1 | 0  | 0  | 0  | 4  | 2  | +2 | 118 | 92  | +26 | j             |
| 3     | Iwan Rusew Ilijan Stojnow         | 3   | 1 | 2 | 0  | 0  | 0  | 3  | 4  | −1 | 117 | 123 | −6  |               |
| 4     | Hlib Beketow Mychajlo Machnowskyj | 3   | 0 | 3 | 0  | 0  | 0  | 0  | 6  | −6 | 58  | 126 | −68 |               |

| Datum    |                                   | Ergebnis |                                   | 1. Satz | 2. Satz | 3. Satz |
| -------- | --------------------------------- | -------- | --------------------------------- | ------- | ------- | ------- |
| 26. Juni | Mark Lamsfuß Marvin Seidel        | 2–0      | Joel Hansson Melker Bexell        | 21–16   | 21–18   |         |
| 26. Juni | Hlib Beketow Mychajlo Machnowskyj | 0–2      | Iwan Rusew Ilijan Stojnow         | 9–21    | 12–21   |         |
| 27. Juni | Mark Lamsfuß Marvin Seidel        | 2–1      | Iwan Rusew Ilijan Stojnow         | 21–17   | 18–21   | 21–8    |
| 27. Juni | Hlib Beketow Mychajlo Machnowskyj | 0–2      | Joel Hansson Melker Bexell        | 10–21   | 11–21   |         |
| 28. Juni | Mark Lamsfuß Marvin Seidel        | 2–0      | Hlib Beketow Mychajlo Machnowskyj | 21–7    | 21–9    |         |
| 28. Juni | Iwan Rusew Ilijan Stojnow         | 0–2      | Joel Hansson Melker Bexell        | 12–21   | 17–21   |         |

### Gruppe D
| Platz | Team                            | Pld | W | L | MF | MA | MD | GF | GA | GD | PF  | PA  | PD  | Qualifikation |
| ----- | ------------------------------- | --- | - | - | -- | -- | -- | -- | -- | -- | --- | --- | --- | ------------- |
| 1     | Alexander Dunn Adam Hall        | 3   | 2 | 1 | 0  | 0  | 0  | 5  | 2  | +3 | 146 | 106 | +40 | j             |
| 2     | Christo Popov Toma Junior Popov | 3   | 2 | 1 | 0  | 0  | 0  | 4  | 3  | +1 | 129 | 117 | +12 | j             |
| 3     | Ondřej Král Adam Mendrek        | 3   | 1 | 2 | 0  | 0  | 0  | 2  | 4  | −2 | 90  | 118 | −28 |               |
| 4     | Miłosz Bochat Robert Cybulski   | 3   | 1 | 2 | 0  | 0  | 0  | 3  | 5  | −2 | 138 | 162 | −24 |               |

| Datum    |                                 | Ergebnis |                                 | 1. Satz | 2. Satz | 3. Satz |
| -------- | ------------------------------- | -------- | ------------------------------- | ------- | ------- | ------- |
| 26. Juni | Miłosz Bochat Robert Cybulski   | 1–2      | Christo Popov Toma Junior Popov | 13–21   | 21–16   | 14–21   |
| 26. Juni | Alexander Dunn Adam Hall        | 2–0      | Ondřej Král Adam Mendrek        | 21–7    | 21–14   |         |
| 27. Juni | Alexander Dunn Adam Hall        | 2–0      | Christo Popov Toma Junior Popov | 21–13   | 21–16   |         |
| 27. Juni | Miłosz Bochat Robert Cybulski   | 0–2      | Ondřej Král Adam Mendrek        | 16–21   | 18–21   |         |
| 28. Juni | Christo Popov Toma Junior Popov | 2–0      | Ondřej Král Adam Mendrek        | 21–12   | 21–15   |         |
| 28. Juni | Alexander Dunn Adam Hall        | 1–2      | Miłosz Bochat Robert Cybulski   | 21–11   | 22–24   | 19–21   |

## Endrunde
|  | Viertelfinale | Viertelfinale                       | Viertelfinale            | Viertelfinale | Viertelfinale                       |    |                                 | Halbfinale                          | Halbfinale | Halbfinale | Halbfinale | Halbfinale |  |  | Finale | Finale | Finale | Finale | Finale |
|  |               |                                     |                          |               |                                     |    |                                 |                                     |            |            |            |            |  |  |        |        |        |        |        |
|  | 1             | Kim Astrup Anders Skaarup Rasmussen | 21                       | 21            |                                     |    |                                 |                                     |            |            |            |            |  |  |        |        |        |        |        |
|  |               | Joshua Magee Paul Reynolds          | 16                       | 15            |                                     |    |                                 |                                     |            |            |            |            |  |  |        |        |        |        |        |
|  |               | Joshua Magee Paul Reynolds          | 16                       | 15            | Kim Astrup Anders Skaarup Rasmussen | 21 | 16                              | 21                                  |            |            |            |            |  |  |        |        |        |        |        |
|  |               |                                     |                          |               |                                     | 21 | 16                              | 21                                  |            |            |            |            |  |  |        |        |        |        |        |
|  |               |                                     | Alexander Dunn Adam Hall | 13            | 21                                  | 10 |                                 |                                     |            |            |            |            |  |  |        |        |        |        |        |
|  | 4             | Alexander Dunn Adam Hall            | Alexander Dunn Adam Hall | 13            | 21                                  | 10 | 21                              | 21                                  |            |            |            |            |  |  |        |        |        |        |        |
|  | 4             | Alexander Dunn Adam Hall            |                          |               |                                     |    |                                 | 21                                  |            |            |            |            |  |  |        |        |        |        |        |
|  |               | Joel Hansson Melker Bexell          | 11                       | 12            |                                     |    |                                 |                                     |            |            |            |            |  |  |        |        |        |        |        |
|  |               |                                     |                          |               |                                     |    |                                 | Kim Astrup Anders Skaarup Rasmussen | 21         | 19         | 21         |            |  |  |        |        |        |        |        |
|  |               |                                     | Ben Lane Sean Vendy      | 15            | 21                                  | 19 |                                 |                                     |            |            |            |            |  |  |        |        |        |        |        |
|  |               | Christo Popov Toma Junior Popov     | 18                       | 21            | 17                                  |    |                                 |                                     |            |            |            |            |  |  |        |        |        |        |        |
|  | 3             | Mark Lamsfuß Marvin Seidel          | 21                       | 11            | 10r                                 |    |                                 |                                     |            |            |            |            |  |  |        |        |        |        |        |
|  | 3             | Mark Lamsfuß Marvin Seidel          | 21                       | 11            | 10r                                 |    | Christo Popov Toma Junior Popov | 15                                  | 14         |            |            |            |  |  |        |        |        |        |        |
|  |               |                                     |                          |               |                                     |    | Christo Popov Toma Junior Popov | 15                                  | 14         |            |            |            |  |  |        |        |        |        |        |
|  |               |                                     | Ben Lane Sean Vendy      | 21            | 21                                  |    |                                 |                                     |            |            |            |            |  |  |        |        |        |        |        |
|  |               | Ruben Jille Ties van der Lecq       | Ben Lane Sean Vendy      | 21            | 21                                  | 15 | 15                              |                                     |            |            |            |            |  |  |        |        |        |        |        |
|  |               |                                     |                          |               |                                     | 15 | 15                              |                                     |            |            |            |            |  |  |        |        |        |        |        |
|  | 2             | Ben Lane Sean Vendy                 | 21                       | 21            |                                     |    |                                 |                                     |            |            |            |            |  |  |        |        |        |        |        |